# Belo Monte (Alagoas)
Belo Monte est une municipalité brésilienne dans l'État de l'Alagoas.